# 魔女と呼ばれる占い師は自己革命を夢みてた
『魔女と呼ばれる占い師は自己革命を夢みてた』（まじょとよばれるうらないしはじこかくめいをゆめみてた）は、1977年5月21日から同年6月18日まで日本テレビ系列の『グランド劇場』で放送されていた日本テレビ製作のテレビドラマ。全5話。放送時間は毎週土曜 21時00分 - 21時54分（日本標準時）。

## キャスト
- 加納冴子：池内淳子 - 北海道・石狩平野のある町で占いの店を営む、「魔女」と呼ばれる占い師。よく当たる上に悩殺スタイルで客に迫り、店は大繁盛している[1]。
- 野崎信也：石坂浩二
- 時江：風吹ジュン
- 光子：吉行和子 - 冴子の昔の仲間。
- 中西巡査：牟田悌三
- 若杉：内藤武敏 - 野崎の上司。
- 洋子：磯野洋子 - 野崎のかつての恋人。
- 百島：金子信雄
- まさ：初井言榮 - 会津屋酒店の女房。
- 平泉征

## スタッフ
- 脚本：田向正健
- 演出：石橋冠、上田豊

## 主題歌
「春を信じます」
作詞：丹羽しげお / 作・編曲：廣瀬量平 / 歌：ダ・カーポ